# Maurrin
Maurrin – miejscowość i gmina we Francji, w regionie Nowa Akwitania, w departamencie Landy.
Według danych na rok 1990 gminę zamieszkiwały 384 osoby, a gęstość zaludnienia wynosiła 29 osób/km² (wśród 2290 gmin Akwitanii Maurrin plasuje się na 806. miejscu pod względem liczby ludności, natomiast pod względem powierzchni na miejscu 865.).